# Bataille de Saint-Quentin (1871)
Pour les articles homonymes, voir Bataille de Saint-Quentin.
Guerre franco-allemande
Batailles
- Chronologie de la guerre franco-prussienne de 1870
- Sarrebruck (08-1870)
- Wissembourg (08-1870)
- Forbach-Spicheren (08-1870)
- Wœrth (08-1870)
- Bitche (08-1870)
- Phalsbourg (08-1870)
- Borny-Colombey (08-1870)
- Strasbourg (08-1870)
- Mars-la-Tour (08-1870)
- Toul (08-1870)
- Gravelotte (08-1870)
- Metz (08-1870)
- Nouart (08-1870)
- Beaumont (08-1870)
- Noisseville (08-1870)
- Sedan (08-1870)
- Montmédy (09-1870)
- Soissons (09-1870)
- Siège de Paris et chronologie du siège (09-1870)
- Nompatelize (10-1870)
- Bellevue (10-1870)
- Châtillon (10-1870
- Châteaudun (10-1870)
- Buzenval (10-1870)
- Bourget (10-1870)
- Dijon (10-1870)
- Belfort (11-1870)
- La Fère (11-1870)
- Langres (11-1870)
- Bouvet et Meteor (navale) (11-1870)
- Coulmiers (11-1870)
- Thionville (11-1870)
- Châtillon-sur-Seine (11-1870)
- Villers-Bretonneux (11-1870)
- Beaune-la-Rolande (11-1870)
- Champigny (11-1870)
- Orléans (12-1870)
- Loigny (12-1870)
- Châteauneuf (12-1870)
- Beaugency (12-1870)
- Longeau (12-1870)
- l’Hallue (12-1870)
- Siège de Péronne (1871)
- Bapaume (01-1871)
- Villersexel (01-1871)
- Le Mans (01-1871)
- Héricourt (01-1871)
- Saint-Quentin (01-1871)
- Buzenval (01-1871)

La bataille de Saint-Quentin eut lieu le 19 janvier 1871, durant la guerre franco-allemande aux environs de la ville de Saint-Quentin. Elle se termina par une victoire allemande qui mit fin aux espoirs français de briser le siège de Paris.

## Contexte historique
Après la défaite de Sedan, le 2 septembre 1870, le gouvernement de la Défense nationale constitué le 4, décida de continuer la guerre. Léon Gambetta, nommé ministre de l'Intérieur et de la guerre quitta Paris assiégé en ballon et rejoignit la délégation gouvernementale de Tours d'où il organisa la constitution des Armée du Nord, Armée de la Loire, Armée de l'Est... 
Face à la Ire Armée prussienne, sous les ordres de Von Goeben, toutes les tentatives de l'Armée du Nord, commandée par le général Faidherbe, pour desserrer l'étau prussien sur Paris furent vaines. Après la bataille de l'Hallue des 23 et 24 décembre 1870, la bataille de Bapaume du 3 janvier 1871 et le siège de Péronne du 27 décembre 1870 au 10 janvier 1871 et la capitulation de la place, une nouvelle opération militaire fut tentée le 19 janvier 1871 autour de Saint-Quentin.

## Ordre de bataille
Armée du Nord
- 22e corps d'armée, sous les ordres du général Lecointe[1]
  - 1re division, sous les ordres du général Derroja
    - 1re brigade, sous les ordres du colonel Aynès
    - 2e brigade, sous les ordres du colonel Pittié

  - 2e division, sous les ordres du général de Bessol
    - 1re brigade, sous les ordres du colonel Foerster
    - 2e brigade, sous les ordres du colonel de Gislain
- 23e corps d'armée, sous les ordres du général Christian Paulze d'Ivoy[2] :
  - Colonne volante de Cambrai, sous les ordres du lieutenant-colonel Isnard
  - Brigade des mobilisés du Pas-de-Calais, sous les ordres du colonel Pauly
  - 1re division, sous les ordres du capitaine de vaisseau Payen
    - 1re brigade, sous les ordres du lieutenant-colonel Michelet
      - Fusiliers-marins

    - 2e brigade, sous les ordres du capitaine de frégate Delagrange

  - 2e division, sous les ordres du général Robin
    - 1re brigade, sous les ordres du colonel Brusley
      - Bataillon de mobiles du Gard
      - Bataillon de mobiles de la Marne
      - Bataillon de mobiles de la Somme

    - 2e brigade, sous les ordres du colonel Arno

 Royaume de Prusse
- 16e division d'infanterie, sous les ordres du général Albert von Barnekow.
- 3e division de réserve, sous les ordres du général prince Albert de Prusse
- détachement de flanqueurs, sous les ordres du colonel Karl von Hymmen (de).
- 12e division de cavalerie saxonne, sous les ordres du général comte Franz zur Lippe-Biesterfeld-Weißenfeld (de).
- 15e division d'infanterie, sous les ordres du général Ferdinand von Kummer
- Division combinée du 1er corps, sous les ordres du général von Gayl
- Brigade de cavalerie, sous les ordres du général comte Siegmar zu Dohna-Schlobitten
- Réserve de l'armée, sous les ordres du colonel Karl von Boecking (de).

## Déroulement de la bataille
Von Goeben marcha vers le nord avec son armée et rencontra l'armée française du général Faidherbe près de Saint-Quentin. Le 19 janvier, les Prussiens attaquèrent et battirent les forces françaises.
Le même jour, le général Trochu tenta une sortie de Paris, mais il subit lui aussi un revers lors de la bataille de Buzenval dans la banlieue ouest de Paris, près de Saint-Cloud.

## Conséquences
Ce fut la dernière tentative de mettre fin au siège de Paris. La ville de Paris capitula après négociation le 26 janvier 1871.

## Pour approfondir

#### Ouvrages
- Jean-Paul Besse, Saint-Quentin et sa contrée dans l'histoire, Versailles, éd. de Paris, coll. « Cités royales de Picardie » (no 5), 2006, 449 p. (ISBN 978-2-85162-073-6).
- (en) Thomas Harbottle et George Bruce, Harbottle's dictionary of battles, New York, Van Nostrand Reinhold Company, 1979, 303 p. (ISBN 978-0-442-22336-6).
- Abel Deroux, L'Invasion de 1870-71 dans l'arrondissement de Saint-Quentin, etc., Saint-Quentin, 1871, in-12, 157 p.
- Général Faidherbe, Campagne de l'Armée du Nord en 1870-1871, édition E. Dantu, Paris, 1871.
- Élie Fleury, Il y a vingt-cinq ans. Documents, récits, souvenirs sur les événements de la guerre de 1870-71 à Saint-Quentin et dans le Saint-Quentinois, Saint-Quentin, Imp. du Journal de St-Q., 1895-1896, 574 p.
- A. Lécluselle, La Guerre dans le Nord (1870-1871), 1898, réédition, Colombelles, Éditions Corblet, 1996
- Pierre Milza, L'Année terrible, tome 1, La Guerre franco-prussienne septembre 1870-mars 1871, Paris, Perrin, 2009  (ISBN 978-2-262-02 498-7)
- Colonel Rousset, Histoire générale de la Guerre franco-allemande, tome 2, édition Jules Tallandier, Paris, 1911.